# Rhaphidophora cylindrosperma
Rhaphidophora cylindrosperma är en kallaväxtart som beskrevs av Adolf Engler och Kurt Krause. Rhaphidophora cylindrosperma ingår i släktet Rhaphidophora och familjen kallaväxter. Inga underarter finns listade.